# Tuzla
Tuzla ( Serbo-Croatian Cyrillic   , pronúncia em servo-croata: [tûzla] (escutarⓘ)</img>  ) é a terceira maior cidade da Bósnia e Herzegovina e o centro administrativo do Cantão de Tuzla da Federação da Bósnia e Herzegovina . A partir de 2013, tem uma população de 110.979 habitantes.
Tuzla é o centro econômico, cultural, educacional, de saúde e turístico do nordeste da Bósnia. É um centro educacional e abriga duas universidades. É também a principal máquina industrial e um dos principais redutos econômicos do país, com um setor industrial amplo e variado, incluindo um setor de serviços em expansão graças ao turismo de lagos salgados.
A cidade de Tuzla abriga o único lago salgado da Europa como parte de seu parque central e tem mais de 350.000 pessoas visitando suas margens todos os anos. A história da cidade remonta ao século IX; a moderna Tuzla remonta a 1510, quando se tornou uma importante cidade-guarnição do Império Otomano .
Na Bósnia e Herzegovina, Tuzla também é considerada uma das cidades mais multiculturais do país e conseguiu manter o caráter pluralista da cidade durante a Guerra da Bósnia e depois, com bósnios, sérvios, croatas e uma pequena minoria de judeus bósnios residente em Tuzla.

## Etimologia
O nome Tuzla é a palavra turca otomana para mina de sal, tuzla, e refere-se aos extensos depósitos de sal encontrados sob a cidade. Aproveitando seu nome compartilhado, a cidade é geminada com Tuzla, um subúrbio de Istambul, Turquia .

## Pessoas notáveis
- Alma Zadić, político austríaco
- Amer Delić, tenista profissional
- Andrea Petković, tenista profissional alemã
- Andreja Pejić, modelo australiana
- Damir Mulaomerović, jogador de basquete croata
- Denis Azabagić, guitarrista
- Emir Hadžihafizbegović, ator
- Emir Vildić, músico
- Lepa Brena, cantora
- Maya Sar, cantora
- Meša Selimović, escritor
- Milan Đurić, jogador de futebol
- Mirza Delibašić, jogador de basquete, campeão olímpico, mundial e europeu, membro do Hall da Fama da FIBA
- Miralem Pjanić, jogador de futebol
- Miroslav Tadić, músico
- Muhamed Hevaji Uskufi Bosnevi, escritor, poeta
- Muhamed Hadžiefendić, comandante da Legião Hadžiefendić
- Muhamed Konjić, jogador de futebol aposentado
- Nesim Tahirović, pintor
- Jusuf Nurkić, jogador de basquete do Portland Trail Blazers
- Sanja Maletić, cantora
- Siniša Martinović, jogador profissional de hóquei no gelo
- Svetlana Dašić-Kitić, jogadora de handebol aposentada, eleita a melhor jogadora do mundo em 1988 pela Federação Internacional de Handebol
- Zlatan Saračević, atleta olímpico aposentado, vencedor do ouro no Campeonato Europeu Indoor de 1980 em Sindelfingen - arremesso de peso.

## Cidades gêmeas
Tuzla é geminada com: 
- Beşiktaş, Turquia[8]
- Bolonha, Itália
- L'Hospitalet de Llobregat, Espanha
- Linz, Austria[9]
- Osijek, Croácia
- Pécs, Hungria
- Saint-Denis, França
- Tuzla, Turquia